# Dwergbijeneter
De dwergbijeneter (Merops pusillus) is een algemene standvogel in Sub-Saharisch Afrika.

## Kenmerken
De dwergbijeneter is de kleinste bijeneter, ongeveer 16-17cm lang. De vogel weegt 13 tot 19 gram. Mannetje en vrouwtje lijken op elkaar. Zij hebben beide heldere kleuren in het verenkleed: gele keel, donkere oogstreep en een groene kruin. Het groen loopt verder naar achter over de rug en de mantel. De gele keel wordt afgegrensd door een smalle donkere keelband met daaronder roodbruin dat geleidelijk overgaat in oker tot lichtgeel op de buik. De staart is zwak gevorkt tot bijna rechthoekig en heeft geen verlengde staartpennen. De vleugels zijn groen en bruin met een zwarte punten. De donkere keelband ontbreekt bij de onvolwassen vogel; de buik en borst zijn dan lichtgroen.

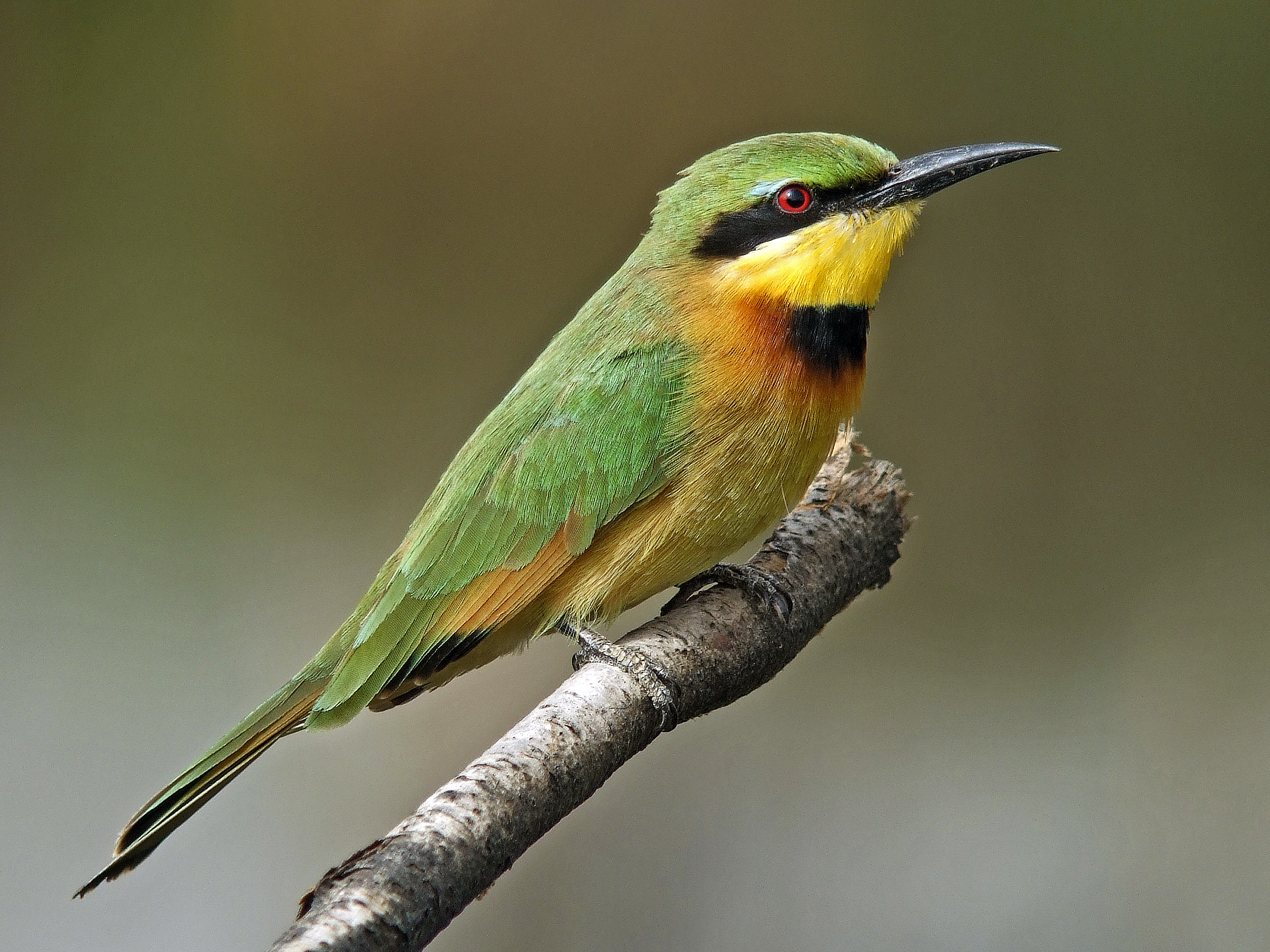
Dwergbijeneter

## Voortplanting
Ze broeden hoofdzakelijk in zandwallen nabij water, maar soms ook in de openingen van aardvarkengaten. Legt gewoonlijk 6-8 ronde witte eieren waarop allebei de geslachten om de beurt broeden. Ze zitten graag gezamenlijk in rijtjes op takken of draadomheiningen.

## Foerageergedrag
Dwergbijeneters leven in paren of zwermen. Ze zitten meestal op een lage tak of draadomheining vanwaar ze jachtvluchten uitvoeren. Ze eten hoofdzakelijk insecten, vooral bijen en horzels en verlossen zich van de angels door het insect herhaaldelijk tegen een harde oppervlakte te slaan.

## Verspreiding en leefgebied
Er worden vijf ondersoorten oderscheiden:
- M. p. pusillus: van Senegal en Gambia tot ZW-Soedan en N-Congo.
- M. p. ocularis: van O-Congo, N-Oeganda en Midden-Soedan tot de kust van de Rode Zee.
- M. p. cyanostictus: O-Ethiopië, W-Somalië en O-Kenia.
- M. p. meridionalis: van Z- en O-Congo tot W-Kenia en verder zuidelijk tot Midden-Angola, Zimbabwe en Zuid-Afrika.
- M. p. argutus: ZW-Angola, Botswana en ZW-Zambia.

Het leefgebied is open, grazig landschap, zelden ver van water. Ze zoeken in het droge seizoen moerasgebieden, oevers van meren en rivieren op. In de regentijd ook te zien in agrarisch gebied en in savanne met boomgroepen en andere open landschappen met lage vegetatie.

## Status
De dwergbijeneter heeft een groot verspreidingsgebied en daardoor is de kans op de status kwetsbaar (voor uitsterven) gering. De grootte van de populatie is niet gekwantificeerd, maar de vogel gaat in aantal achteruit. Echter, het tempo ligt onder de 30% in tien jaar (minder dan 3,5% per jaar). Om deze redenen staat de dwergbijeneter als niet bedreigd op de Rode Lijst van de IUCN.